# 馬瑾 (順治進士)
馬瑾，字公瑜，山西長子縣人。清朝政治人物。

## 生平
明崇禎十五年（1642年）壬午科山西鄉試舉人，清順治三年（1646年），登进士，授江南句容縣知县，卒於任內。